# سیارک ۲۰۸۹۶
سیارک ۲۰۸۹۶ (به انگلیسی: 20896 Tiphene، نامگذاری:2000WW141) بیست هزار و هشتصد و نود و ششمین سیارک کشف شده‌است که در ۲۰ نوامبر ۲۰۰۰ کشف شد.
قدر مطلق سیارک برابر ۲۹.۵ است.